# Dicranomyia tricuspidata
Dicranomyia tricuspidata är en tvåvingeart som först beskrevs av Alexander 1936.  Dicranomyia tricuspidata ingår i släktet Dicranomyia och familjen småharkrankar. Inga underarter finns listade i Catalogue of Life.